# Zwitserse parlementsverkiezingen 1881
De Zwitserse parlementsverkiezingen van 1881 vonden plaats op 30 oktober 1881. Er werden 145 leden van de Nationale Raad verkozen, tien meer in vergelijking met de vorige verkiezingen in 1878. De linkse radicalen bleven bij deze verkiezingen de grootste formatie in de Nationale Raad met 75 van de 145 zetels. In vergelijking met de vorige verkiezingen wijzigden de grenzen van enkele kiesdistricten en steeg het aantal kiesdistricten van 48 naar 49. De twaalfde legislatuur die hierop volgde ging van start op 5 december 1881 en duurde drie jaar.

## Verloop van de verkiezingen

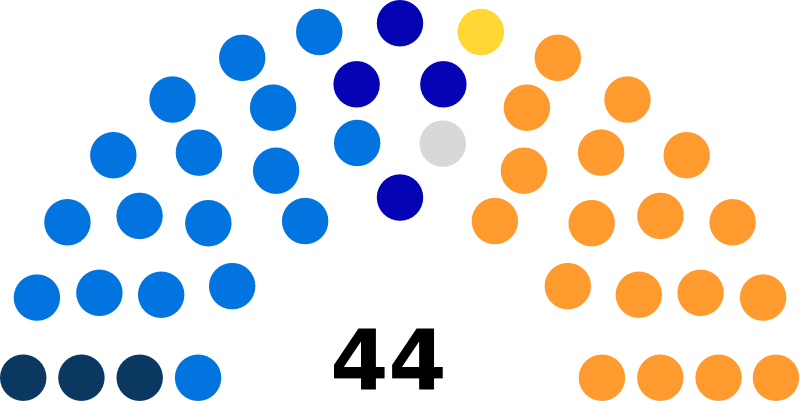
Zetelverdeling in de Kantonsraad.

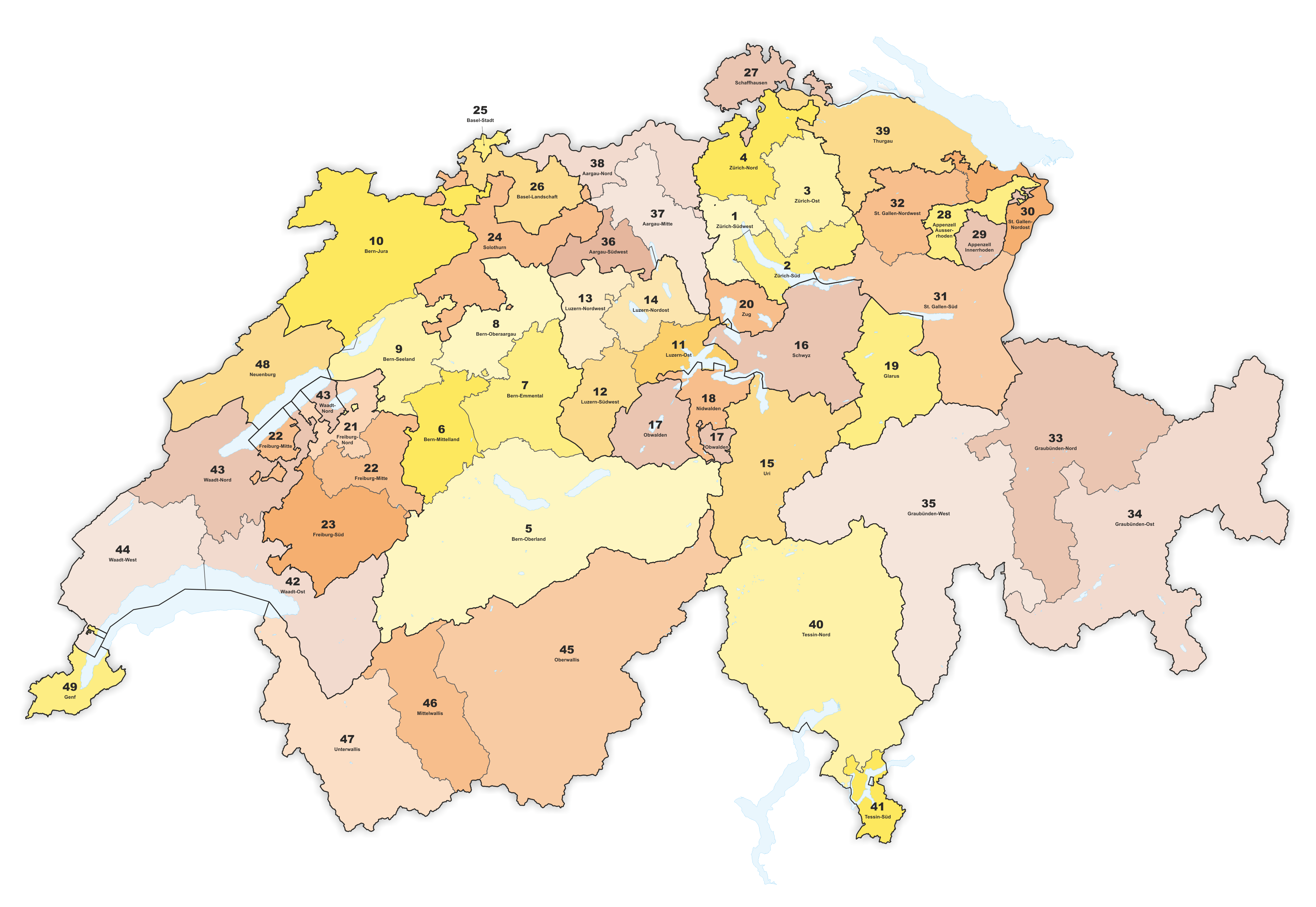
De 49 kiesdistricten zoals die golden voor de federale verkiezingen van 1881 tot en met die van 1887.

De verkiezingen van 1881 waren de eerste die plaatsvonden onder de nieuwe wet van 3 maart 1881 betreffende de verkiezingen van de leden van de Nationale Raad. Deze wet legde het aantal leden vast op 145. Dit betekende dat de kantons Bern en Zürich elk twee zetels bijkregen. De kantons Appenzell Ausserrhoden, Bazel-Stad, Genève, Schwyz, Ticino en Vaud kregen elk één zetel extra.
Bij deze verkiezingen werden tevens enkele leden van de Kantonsraad direct verkozen door de kiesgerechtigde bevolking. Dit gebeurde via de Landsgemeinde in de kantons Appenzell Ausserrhoden, Obwalden en Nidwalden en verder via directe verkiezing in de kantons Solothurn, Thurgau en Zürich en voor de eerste maal ook in de kantons Graubünden en Zug. In de overige kantons waren de verkiezingen voor de Kantonsraad nog steeds niet geregeld. De kantons hernieuwden vaak het mandaat van hun zittende Kantonsraadsleden, die op verscheidene data werden verkozen door de kantonnale parlementen.
Na de vorige verkiezingen in 1878 maken de radicalen en de Democratische Partij een verschuiving naar links. Hoewel ze programmatorisch geen linkse politieke strekkingen waren, doen zich volgende ontwikkelingen voor:
- als gevolg van de Grote Depressie wint een nationalistisch protectionismebeleid aan invloed, net zoals dat gebeurde in het Duitse Keizerrijk vanaf 1878-1879. De protectionisten verwijten de gematigde liberalen, die voorstanders zijn van een vrijemarkteconomie, dat ze de economische belangen van Zwitserland te negeren;
- de voorstanders van een groter staatsinterventionisme vragen grotere staatstussenkomst op sociaal vlak en zijn in het bijzonder voorstander van een sociale verzekering en een staatsmonopolie bij de banken en de spoorwegen;
- de voorstanders, en in het bijzonder de leden van de Democratische Partij, vragen tevens een versoepeling van de Kulturkampf in Zwitserland.

Echter tonen ook de gematigde liberalen zich voorstander van een zekere vorm van interventionisme.
Net zoals bij de vorige verkiezingen sinds die van 1848, bleven ook nu linkse radicalen voor de twaalfde verkiezingen op rij de grootste met 75 zetels en 39,8% van de stemmen voor de Nationale Raad. Hiermee behaalden zij opnieuw een absolute meerderheid. De conservatieve katholieken, die niet meer opkwamen als de Zwitserse Conservatieve Vereniging maar als de Conservatieve Unie, gingen erop achteruit behaalde 35 zetels en 24,6% van de stemmen.
Van de 637.224 stemgerechtigde mannen van 20 jaar en ouder namen 395.400 personen deel aan de verkiezingen, wat een opkomst betekende van 62,1%, een stijging met 5,2% ten opzichte van de vorige verkiezingen.
De hoogste opkomst werd genoteerd in het kanton Schaffhausen, waar door de opkomstplicht in dit kanton 95,2% van de kiezers een stem uitbracht. In Schwyz nam slechts 28,3% van de kiezers deel aan de verkiezingen, de laagste procentuele opkomst in deze verkiezingen.
In geen enkel kanton behaalden alle politieke strekkingen een zetel, ook niet in het kanton Sankt Gallen, waar dat bij de twee vorige verkiezingen wel het geval was.

## Resultaat
|  | Strekking/partij     | Ideologie                                          | Zetels Nationale Raad | Zetels Kantonsraad |
|  | -------------------- | -------------------------------------------------- | --------------------- | ------------------ |
|  | linkse radicalen     | radicalen, radicaal-democraten, centrumlinks       | 75                    | 17                 |
|  | Conservatieve Unie   | conservatieve katholieken, rechts                  | 35                    | 18                 |
|  | gematigde liberalen  | liberalen, gematigden, liberaaldemocraten, centrum | 22                    | 4                  |
|  | Democratische Partij | links                                              | 10                    | 3                  |
|  | evangelisch rechts   | conservatieve protestanten, rechts                 | 3                     | 1                  |
|  | onafhankelijken      | onafhankelijk                                      | 0                     | 1                  |